# Tiranet dorsigrís
El tiranet dorsigrís (Polystictus superciliaris) és un ocell de la família dels tirànids (Tyrannidae).

## Hàbitat i distribució
Habita les sabanes i camps del sud-est del Brasil.